# Chữ Tây Hạ
Chữ Tangut (Tiếng Tangut:𗼇𘝞; tiếng Trung: 西夏文; bính âm: Xī Xià Wén; là một hệ thống chữ viết tượng hình, được sử dụng để viết ngôn ngữ Tây Hạ đã biến mất của triều đại Tây Hạ. Theo thống kê mới nhất, có 5863 ký tự Tây Hạ được biết đến, ngoại trừ các biến thể. Các ký tự Tây Hạ có hình dáng tương tự như các ký tự Trung Quốc, với cùng một kiểu nét, nhưng phương pháp tạo thành các ký tự trong hệ thống chữ viết Tây Hạ khác biệt đáng kể so với các phương pháp tạo thành các ký tự Trung Quốc. Thư pháp Trung Quốc, chữ viết thông thường, chữ chạy, chữ thảo và dấu ấn đã được sử dụng trong chữ viết Tây Hạ.